# Кэсвелл, Ричард
Ричард Кэсвелл (англ. Richard Caswell; 3 августа 1729 — 10 ноября 1789) — американский юрист, землемер и политик, офицер ополчения Северной Каролины, депутат Первого Континентального Конгресса, участник Войны за независимость США, 1-й и 5-й губернатор Северной Каролины. Историк Джо Мобли писал, что Северная Каролина, в силу слабого экономического развития, не породила политиков уровня Вашингтона или Джефферсона, но всё же у неё были отцы-основатели своего уровня, и одним из них был Ричард Кэсвелл.
Его имя носит один из округов Северной Каролины.

## Ранние годы
Кэсвелл родился в мерилендском портовом городе Джоппа, в семье Ричарда Кэсвелла Старшего (1685—1755) и Кристиан Дэллэм. Его предком был Роберт Кэрсвелл (Careswell), который служил Томасу Стэнли, графу Дэрби. Его сын Джон изменил свою фамилию и стал известен как Джон Кэсвелл из Уэлдона. Первым в Америку переехал Ричард Стэнли Кэсвелл, дед Ричарда. Семья жила на плантации Малберри-Пойнт около Джоппы. Ричард окончил приходскую школу при англиканской церкви Святого Джона.
Когда порт Джоппа пришёл в упадок, Кэсвеллы продали своё имущество и в 1745 году переехали в провинцию Северная Каролина, в город Нью-Берн, где брат Ричарда стал секретарём губернатора, а сам Ричард поселился на плантации главного землемера Джеймса Микилвена. В 1747 году он закончил обучение и стал землемером. В том же году он приобрёл свой первый участок и построил на нём дом для своей семьи.
Пока Кэсвелл жил с Макилвенами, он познакомился с политической жизнью провинции. Джеймс был делегатом генеральной Ассамблеи, как и его сосед Фрэнсис Стринджер. Через них Ричард познакомился с другими политиками провинции. 21 апреля 1752 года Ричард женился на Мэри Макилвен (1731—1757), дочери Джеймса Макилвена и Элиенор Макилвен. Их первые ребенок умер при рождении (15 сентября 1753), а сын, Уильям Кэсвелл, который родился 24 сентября 1754 года, стал впоследствии военным и членом палаты представителей штата. Мэри Кэсвелл умерла 7 февраля 1757 года, вероятно от осложнений при родах третьего ребенка. Всё время совместной жизни Кэсвеллы прожили на плантации Ред-Хаус около Кинстона, и его жена была похоронена там же.
20 июня 1758 года Кэсвелл женился на Саре Хэритедж (1740—1794), дочери Уильяма Хэритеджа и его жена Сусанны Мур. В этом браке родилось восемь детей:
- Ричард Младший 1759
- Сара 1762
- Уинстон 1764
- Анна 1766
- Дэллэм 1769
- Джон 1772
- Сусанна 1775
- Кристиан 1779

Уильям Херитедж, отец его жены, был юристом, плантатором и политиком, членом Генеральной Ассамблеи. 1758 по 1759 Кэсвелл изучал у него право, и 1 апреля 1759 года получил лицензию адвоката. В те же годы он стал заместителем генерального прокурора и оставался на этом посту примерно 4 года.

## Депутат Ассамблеи
В 1754 году Ричард был избран в Ассамблею колонии в качестве депутата от округа Джонстон. В 1770—1771 был спикером Ассамблеи. Он много сделал для развития коммерции, индустрии и судебной системы. Он особенно настаивал на строительстве паромов и развитии дорог, предложил ввести контроль за качеством производимого в колонии табака, а в 1762 году предложил билль, согласно которому был основан город Кинстон (назван Кингс-тон в честь короля Георга III, но переименован после Войны за независимость). В 1757 году он предложил меры по ограничению игорного бизнеса.
Когда в 1754 году началась Война с французами и индейцами, Кэсвелл служил в комитете, который постановил собрать 4000 фунтов на меры по обороне западной границы колонии. Он предлагал или подписывал законопроекты по сбору денег, набору рекрутов, закупке оружия и пороха для содействия английской армии и для защиты от индейцев. В 1756 году он лично посетил строящийся форт Доббс и предложил ряд мер по его усилению и снабжению.
Кэсвелл предложил построить бесплатную школу в каждом округе, используя денежную премию, которую получила колония за помощь Англии во время Войны с французами и индейцами. Его обращение к королю по этому поводу в 1760 году впоследствии часто упоминалось в ходе дискуссий о необходимости общественных школ. Вопрос распределения финансовой помощи привёл в 1758 году к конфликту с королевским губернатором Артуром Доббсом. Конфликт привёл к тому, что Ассамблея приняла закон, запрещающий собирать налоги, не утверждённые палатой представителей. В 1761 году Ассамблея обвинила Доббса в присваивании денег казначейства без отчёта Ассамблее. В 1773 году Ассамблея назначила Кэсвелла казначеем Южного Дистрикта колонии.
Одним из главных достижений Кэсвелла стала судебная реформа. Он был главным борцом за продвижение Судебного билля 1762 года, согласно которому, в частности, разрешалось конфисковать имущество нерезидентов колонии (в основном англичан) в счёт долгов (так наз. Attachment Clause). В 1773 году новый королевский губернатор Джозайя Мартин отменил билль, и тогда Кэсвелл лично обратился к нему с просьбой пересмотреть своё решение. Губернатор отказал и это привело к долгому конфликту между королевской администрацией и властями колонии.

## Война за независимость
В 1774 году после протестов в Бостоне королевское правительство ввело жёсткие меры против колонии Массачусетс, и в ответ на это колонии решили созвать делегатов от всех провинций на Континентальный конгресс. В Северной Каролине прошли выборы делегатов на Провинциальный конгресс, и Кэсвелл был избран делегатом от округа Доббс. Конгресс собрался в Нью-Берне 25 августа 1774 года, одобрил предложение о созыве Континентального конгресса, и выбрал трёх делегатов, одним из который стал Кэсвелл.
В 1776 году Пятый провинциальный конгресс назначил его председателем комитета по выработке Конституции Северной Каролины, и он набросал общую схему этой Конституции.

## Губернатор Северной Каролины
Когда Северная Каролина стала независимым штатом, возникла необходимость формирования постоянного правительства, которое бы заменило временное. 9 августа 1776 года Комитет Спасения на сессии в Галифаксе постановил созвать делегатов на Конвент, который в итоге начал работу 12 ноября 1776 года. Кэсвелл был избран его президентом. Он считался центристом, то есть, не принадлежал к группе радикалов или Консерваторов. 6 декабря был составлен проект Конституции, написанный в основном по наброскам Кэсвелла. 18 декабря Конституция была одобрена. Её особенностью были сокращённые полномочия губернатора и расширенные полномочия законодательной ветви власти. Исполнительная власть приступила к работе 16 января 1777 года, когда Ричард Кэсвелл принёс присягу и приступил к исполнению обязанностей.